# Dean DeLeo
Dean DeLeo est un guitariste américain né le 23 août 1961 à Newark, dans le New Jersey. Il a fondé le groupe Stone Temple Pilots avec son frère Robert DeLeo et Scott Weiland en 1990. Le jeu de guitare de DeLeo a reçu beaucoup d'acclamation pendant des années. Le second album de STP, Purple, sorti en 1994, fut rangé 73e dans la liste des 100 plus grand albums de guitare de tous les temps du magazine Guitar World.